# Antonio Aranda Lomeña
Antonio Aranda Lomeña (Córdova, 22 de dezembro de 1942 – Pamplona, 2 de novembro de 2023) foi um sacerdote da Prelazia da Santa Cruz e Opus Dei, foi ordenado em 15 de agosto de 1971. Licenciou-se em Matemática pela Universidade Complutense de Madrid (1965) e doutorou-se em Teologia pela Universidade de Navarra em 1972.
Foi professor de Teologia Dogmática na Faculdade de Teologia da Universidade de Navarra desde 1991. Foi membro correspondente da Real Academia de Doutores e membro do Conselho diretor da Sociedade Mariológica Espanhola.
Foi decano da Faculdade de Teologia da Pontifícia Universidade da Santa Cruz, em Roma, de 1994 a 1998 e diretor das Revistas Scripta Theologica (1989 a 1993) e Annales Theologici (1995 a 1998).
Publicou trabalhos na área de teologia, notadamente sobre teologia trinitária, cristologia trinitária, cristologia e antropologia teológica. Tem se dedicado a estudos na área da teologia espiritual sistemática e sobre o pensamento teológico-espiritual de São Josemaria Escrivá de Balaguer.

## Obras
- El bullir de la Sangre de Cristo.
- O Espírito Santo nos Símbolos da Fé
- Estudos de pneumatologia
- Trindade e salvação
- A lógica da unidade de vida
- Identidade cristã numa sociedade pluralista